# Кримськотатарська Вікіпедія
Кримськотата́рська Вікіпе́дія (крим. Qırımtatarca Vikipediya) — розділ Вікіпедії кримськотатарською мовою. Створена у січні 2008 року.

## Історія
- 20 вересня 2006 року — тестовий розділ кримськотатарською створено у Вікіінкубаторі[1].
- 12 січня 2008 року — започаткована.
- 20 жовтня 2009 року — 1000 статей.
- 4 грудня 2016 року — 5000 статей.
- 2 червня 2021 року — 10000 статей.
- 21 січня 2022 року — 15000 статей.
- 27 серпня 2022 року — 20000 статей.
- 14 травня 2023 року — 25000 статей.

## Статистика
Станом на 27 березня 2025 року кримськотатарський розділ Вікіпедії містить 28 540 статей. Зареєстровано 34 220 користувачів, з них 43 зробили яку-небудь дію за останні 30 днів, 2 користувачі мають статус адміністратора. Загальне число редагувань становить 233 153. Глибина (рівень розвитку мовного розділу) кримськотатарської Вікіпедії дуже мала і становить лише 3.8 пунктів.
За кількістю статей перебуває на 120-му місці серед усіх мовних розділів.